# Владимир Стрижевски
Владимир Стрижевски „Стриж" (рус. Владимир Иванович Стрижевски; Могиљов, 26. децембар 1894, Магиљеву, Руска Империја — 22. августа 1940, село Медак код Госпића, Краљевина Југославија) је био пилот и то један од тројице првих пилота у првој југословенској авио-компанији Друштво за ваздушни саобраћај А. Д. Аеропут.
Погинуо је у авионској несрећи путничког авиона Аеропута типа Локид Електра регистарских ознака YU-SBC која се догодила на редовној линији Загреб - Сплит у четвртак 22. августа 1940. године, око 8 часова ујутру, када је авион ударио у планински врх Мала Височица на Велебиту, код села Медак, близу Госпића.

## Биографија
Владимир Стрижевски је рођен 26. децембар 1894. у месту Магиљеву, Магиљевска губернија на западу Русије - Руска Империја, у племићкој породици од оца Ивана и мајке Јекатарине који су поред Владимира имали још три сина. Основну школу и реалку је Владимир завршио у месту рођења 1911. године, а потом се уписује на политехнички факултет императора Петра Великог у Петровграду. Када је почео рат, прекида школовање и добровољно се пријављује у војску. Бива упућен у пилотску школу у Севастопољу коју завршава 1915 и све време рата и револуције до 1921. године био је пилот. После слома Врангелове армије иде у изгнанство, долази у Југославију најпре у Мостар (1921—1925), а затим у Нови Сад (1925 -1927), након Новог Сада се пресељава у Земун у коме живи до пред рат, када гради кућу на Сењаку и пресељава се у Београд. За време боравка у Мостару заснива породицу, жени се Браниславом са којом добија 1925. године, ћерку Софију. Тај брак је потрајао две године и разишли су се. Други брак је Владимир засновао тек 1938. године оженивши се са Ирином Пегушином-Вдовенко са којом је живео до краја свог живота. У другом браку је рођена ћерка Милица која је задржала презиме Стрижевски које носи и њен најстарији син Владимир.

## Радна биографија

### Први светски рат
За време Првог светског рата примљен је у авијацију и упућен у пилотску школу у Севастопољ. У овој школи се углавном летело на француским школским и ратним авионима. Први самостални лет Владимир Стрижевски обавља 8. маја 1915. године, а летачку обуку завршава јула месеца исте године, а већ 10. августа лети на први ратни задатак - борбени извиђачки лет на фронту у Галицији, у саставу 16. извиђачке ескадриле као пилот ђак-добровољац. У овој јединици исказао се као храбар пилот, што му убрзо доноси унапређење у чин потпоручника. Од јуна 1916. године, премештен је у 9. ловачку ескадрилу опремљену француским ловцима „Нијепор“. Летео је у пратњи тешких руских авиона и обавио преко 30 борбених летова. На једном од таквих летова млади пилот Стрижевски је оборио противнички авион и за то добио одликовање. У току рата извршио је укупно 206 летова са укупно 413 сати налета три пута био рањаван и из рата изашао у чину капетана друге класе. Оборио је три непријатељска авиона и био одликован следећим одликовањима:
1. Крст Светог Ђорђа IV степена,

1. Орден Светог Владимира IV степена,

1. Орден Свете Ане IV степена,

1. Орден Светог Великомученика и Победоносца Георгија.

Када избије грађански рат Стрижевски као царски официр, прелази у област Донске армије, где се као ваздухопловац бори на страни царске војске. Летео је на ловцу француске производње Спад са мотором Хиспано све до евакуације Врангелове армије. У току грађанског рата унапређен је у чин капетана прве класе.

### Војно Ваздухопловство краљевине СХС/Југославије
Доласком у Краљенину СХС/Југославију 1921. године, настањује се у Мостару и одмах је примљен у војно ваздухопловство. У то време југословенском војном ваздухопловству су били потребни стручњаци свих струка и профила па пошто је био добар и искусан пилот ангажован је као пилот и наставник летења по уговору. У Мостару живи и ради до 1925. године кад прелази у Нови Сад, тада центар ваздухопловства нове државе. У Новом Саду поред посла наставника летења Владимир Стрижевски почиње да се бави и послом пробног пилота с обзиром да се у Новом Саду почиње да развија ваздухопловна индустрија као и ремонт летјелица (Пуковска авио радионица, Радионица Инж. Рудолфа Физира, С. Влајковић и комп. и Икарус) У војном ваздухопловству Краљевине Југославије ради све до 1927. године када прелази у Аеропут. Владимир Стрижевски преласком у цивилне саобраћајне пилоте је преведен у резервни састав војске, тако да је био резервни официр југословенског краљевског ратног ваздухопловства (ЈКРВ) и поред свих својих летачких обавеза у Аеропуту, одржавао је тренажу и на ратним авионима до краја свог живота. Када је пред рат Југославија купила у Енглеској бомбардере Бристол Бленим, Стрижевски је ангажован као вођа пута за прелет од Енглеске преко ратом захваћене Француске, па преко Италије до Београда. Цео овај лет је изведен беспрекорно без иједног инцидента, лутања, принудног слетања и томе слично. За успешно обављен војни задатак добио је Орден југословенске круне V реда.

### Аеропут
Одмах по оснивању Аеропута 1927. ово друштво је ангажовало за прве пилоте руске ветеране Владимира Стрижевског, Михаила Јарошенка и Виктора Никитина. Било је то за њих, искушење летачке професије, авион постаје нешто више, од до тада провереног борбеног средства, постаје путничко средство које путницима треба да обезбеди сигурност, тачност, редовност и удобност. Владимир Стрижевски први од југословенских пилота добија дозволу саобраћајног пилота и постаје шеф пилота од првог дана оснивања Аеропута до своје трагичне смрти. Пошто је био члан најужег руководства Аеропута испочетка се бавио свим и свачим од обезбеђења аеродрома, авиона, горива, пилота како би најосновнији услови за саобраћај били испуњени. Касније се поред редовног летења бави: распоредом и контролом рада посада, избором и увежбавањем посада, учествује у избору летјелица и оспособљава пилоте за нови тип летјелица. Прелетао је новим авионима Потез 29 из Француска, Спартан Крузер из Енглеске и Локид Електра из САД, до земунског аеродрома (матичне луке Аеропута). После сваке извршене поправке, ревизије, модификације и других интервенција на авионима Аеропута за команде авиона је прво седао Владимир Стрижевски који је морао да се лично увери да је са авионом све у реду пре него што се укључи у саобраћај. Као шеф пилота савесно је планирао увођење нових линија. Пре отварања нове линије требало је навигационо, метереолошки и практично испитати трасу, летилиште и подобност типа авиона за ту намену, све је то обично чинио Стрижевски. Када је у Аеропуту донета одлука да сами направе властити такси авион Аеропут ММС-3, Стрижевски је био консултант и пробни пилот овом авиону. У току рада код Аеропута у коме је провео више од дванаест година, В. Стрижевски је прелетео више од 1.200.000 километара што је за то време био веома велики успех и признање. Самопрегорним радом В. Стрижевског и осталих сарадника успело се да од Аеропута, мале готово аеро-клупске екипе створе респективну авио-компанију у европским оквирима.

### Аероклуб
Где год се летело и авиони били у питању није могло да се замисли без учешћа Владимира Стрижевског, тако је било и са Аерокубом. Владимир је био активни члан Аероклуба Југославије од његовог оснивања па до своје смрти. Радо се одазивао позивима да лети за потребе Аероклуба, који је у то време интензивно радио на популаризацији ваздухопловства. Постао је познат када је непосредно после фабричких проба авиона Физир Ф1В-Мајбах 8. октобра 1926. године овим авионом превалио пут од 1.410 km на релацији Нови Сад - Скопље - Мостар - Рајловац - Загреб - Нови Сад а пут је трајао 8 сати и 40 минута (Политика 12. октобра 1926. страна 6.). Овај рекорд га је квалификовао за учешће на спортском такмичењу (ваздухопловним утакмицама Мале антанте). Авионом домаће конструкције Физир-Мајбах је на такмићењу 1927. године са редним бројем 13 победио на маршрути Београд-Варшава-Београд. Исте године је лаким авионом „Свети Ђорђе“ фирме Влајковић био на изложби у Прагу прелетевши успешно трасу Београд-Праг највише интересовања је изазвала чињеница да је тако велики пилот могао да стане у тако мали авион. Своје ваздухопловно умеће је показао и 1934. године у Словенији летећи на једрилици типа „Цеглинг“. На јавним приредбама често је пилотирао спортским авионима и вршио пропагандне летове. Често је на оваквим приредбама обављао такозвана „ваздушна крштења“, возећи авионом по први пут оне који су се одважили да то и искусе. У току свог пилотског стажа готово да није било авиона на нашем небу тога доба којим није летео В. Стрижевски, било као: војни пилот и наставник летења, пробни пилот (ВВ, Икаруса, Влајковића или Аеропута) члан Аероклуба или саобраћајни пилот Аеропута, то је једноставно тада била неминовност јер је пилота било веома мало. Постоји још један куриозитет који показује везаност Стрижевског за Аероклуб а то је, да је своју другу жену Ирину упознао на свечаном балу који је приредио Аероклуб.

## Несрећа
Авионска несрећа путничког авиона Аеропута типа Локид Електра регистарских ознака YU - SBC серијског броја 1135 догодила се на редовној линији Загреб - Сплит у четвртак 22. августа 1940. године, око 8 часова ујутру, када је авион ударио у планински врх Мала Височица на Велебиту, код села Медак, близу Госпића. Тог јутра, у 6, 30 часова двомоторни авион Локид узлетео је са аеродрома Боронгај, код Загреба за Сплит. У авиону је била једанесторо лица, два члана посаде и деветоро путника. У тренутку полетања временске прилике су биле повољне. Радио вођење авиона је вршила радио-гониометриска станица из Загреба, којој се последњи пут авион јавио у 7, 36 часова, док се налазио изнад Врлике. Тада је вођење авиона од загребачке преузела сињска радио-гониометриска станица, која је одмах обавестила посаду авиона о лошим времену и орканској олуји. Тог јутра је над Јадраном беснело велико невреме. Снажни ветрови дували су са Јадрана, док је јака киша падала дуж Динарских планина. Међутим, након извесног времена авион је престао да се оглашава преко радио-станице. После пар сати о авиону није било ни трага ни гласа, накнадном провером је утврђено да авион није слетео у Сплит у предвиђено време. Авион је у 7, 15 часова виђен код Кулен Вакуфа, а у 7, 30 часова над Бихаћом и околином. Управа Аеропута се тога дана огласила саопштењен о нестанку свог авиона на линија Загреб - Сплит. Сутрадан, 23. августа 1940. је организована велика потрага за несталим авионом. Све управе и среске самоуправе као и жандармеријске станице у Босни, Херцеговини и Далмацији су обавештене од стране Банских управа да са грађанством помогну да се нестали путнички авион пронађе. Команда Војног Ваздухопловства на челу са генералом Боривојем Мирковићем је издала наредбу приморској хидро-авијацији из Дивуља да крене у ваздушна извиђања у назначеним крајевима како би се нестали авион што пре пронашао. Док је Управа Аеропута организовала посебан експедициони авио тим за потрагу несталог авиона, који састојао од два авиона типа Спартан Крузер и једном Локид Електром којим је управљао директор Аеропута Тадија Сондерамајер. Директор Сондермајер, да би убрзао проналажење летелице, расписао је новчану награду у износу од 10.000 динара да ће је добити оно лице које буде пронашло нестали авион. Тог дана су цео крај претраживале жандармеријске патроле са сељацима. Многи сељаци из околине и грађани из Босанског Грахова, Книна, Гламоча, Ливна, Босанске Крупе, Цазина тражиле су нестали авион. Али од авиона није било трага. Наредног дана, 24. августа, 1940. је настављена потрага. После скоро два дана потраге стигла је веста да је авион пронађен у околини Госпића. Авион је пронашао чобанин Милош Витас са сином Мирком, у рано јутро, 24. августа 1940. године, код села Медак. Нестали авион Локид Електра односно његови остаци, са раскомаданим лешевима, нађени су на литици једног од планинских врхова Велебита под називом Мала Височица, на око 1.300 метара надморске висине, код Госпића. Авион се срушио на обронцима Велебита, у пределу који је пуно удаљен од правца лета за Сплит. Погинула је свих једанаест лица у авиону. Посаду авиона су сачињавали авио-пилот, који је уједно био и Шеф пилота у Аеропуту, Владимир Стрижевски и радио-телеграфиста Душан Петровић. Авион је улетео у снажан циклон са Јадрана, последње јављање сињској радио-гониометриској станици је било да се налазе на 1000 метара висине. Пилот Стрижевски је намеравао да авион који је упао у невреме спусти на Медачко поље, али у томе су га спречили велики облаци и оркански ветрови, после чега је авион ударио у планински врх.
Владимир Стрижевски је сахрањен 28. августа 1940. године, на београдском Новом гробљу, покрај руске капеле уз све почасти које му припадају као угледном грађанину, војнику, ваздухопловцу и човеку.

## Допринос Владимира Стрижевског развоју југословенског ваздухопловства
В. Стрижевски је као војни пилот на ратним и школским авионима обавио преко 4.000 летова обучио је небројено пилота нашег ратног и цивилног ваздухопловства. Као пробни пилот тестирао је преко 200 авиона различитих типова. Био је први југословенски пилот „милионер“ који је прелетео више од милион километара и тиме ушао у историју нашег ваздухопловства. Као шеф пилота у Аеропуту допринео је да на врхунцу свог пословања 1939. године Аеропут је повезивао 17 градова својим линијама, домаће линије су биле дужине 2.776 km, имао 14 авиона, 9 саобраћајних пилота 3 пилота приправника, 5 радио-телеграфиста и 1 радио-телеграфисту приправника. За све то време Аеропут је имао 4 авио несреће од којих су три биле проузроковане временским непогодама, нажалост у једној од њих је погинуо и Владимир Стрижевски „Стриж“.